# Carlos Julio Martínez
Carlos Julio Martínez Rivas, meglio noto come Carlos Julio (Santo Domingo, 4 febbraio 1994), è un calciatore dominicano, difensore dell'Atlético Baleares.

## Caratteristiche tecniche
É un terzino destro di spinta in possesso di una discreta tecnica individuale, in grado di adattarsi a laterale sinistro o centrale di difesa.

## Carriera

### Club
Muove i suoi primi passi nella cantera del Barcellona, prima di essere tesserato dal Villarreal, che lo aggrega alla formazione riserve. Dopo aver trascorso due anni al Marbella FC, il 7 settembre 2018 si accorda a parametro zero con il Mirandés, con cui a fine stagione ottiene la promozione in Segunda División.

### Nazionale
Esordisce in nazionale il 7 dicembre 2012 contro l'Antigua e Barbuda, incontro della fase a gironi della Coppa dei Caraibi 2012, subentrando al 37' della ripresa al posto di Kerbi Rodríguez.

## Statistiche

### Presenze e reti nei club
Statistiche aggiornate al 28 ottobre 2022.
| Stagione             | Squadra              | Campionato           | Campionato | Campionato | Coppe nazionali | Coppe nazionali | Coppe nazionali | Coppe continentali | Coppe continentali | Coppe continentali | Altre coppe | Altre coppe | Altre coppe | Totale | Totale |
| Stagione             | Squadra              | Comp                 | Pres       | Reti       | Comp            | Pres            | Reti            | Comp               | Pres               | Reti               | Comp        | Pres        | Reti        | Pres   | Reti   |
| -------------------- | -------------------- | -------------------- | ---------- | ---------- | --------------- | --------------- | --------------- | ------------------ | ------------------ | ------------------ | ----------- | ----------- | ----------- | ------ | ------ |
| 2013-2014            | Villarreal C         | TD                   | 28         | 1          | -               | -               | -               | -                  | -                  | -                  | -           | -           | -           | 28     | 1      |
| 2014-2015            | Villarreal C         | TD                   | 27         | 1          | -               | -               | -               | -                  | -                  | -                  | -           | -           | -           | 27     | 1      |
| Totale Villarreal C  | Totale Villarreal C  | Totale Villarreal C  | 55         | 1          |                 | -               | -               |                    | -                  | -                  |             | -           | -           | 55     | 1      |
| 2014-2015            | Villarreal B         | SDB                  | 8          | 0          | -               | -               | -               | -                  | -                  | -                  | -           | -           | -           | 8      | 0      |
| 2015-2016            | Villarreal B         | SDB                  | 30         | 0          | -               | -               | -               | -                  | -                  | -                  | -           | -           | -           | 30     | 0      |
| Totale Villarreal B  | Totale Villarreal B  | Totale Villarreal B  | 38         | 0          |                 | -               | -               |                    | -                  | -                  |             | -           | -           | 38     | 0      |
| 2016-2017            | Marbella FC          | SDB                  | 29         | 0          | CR              | 0               | 0               | -                  | -                  | -                  | -           | -           | -           | 29     | 0      |
| 2017-2018            | Marbella FC          | SDB                  | 34+2       | 2          | CR              | 1               | 0               | -                  | -                  | -                  | -           | -           | -           | 37     | 2      |
| Totale Marbella FC   | Totale Marbella FC   | Totale Marbella FC   | 63+2       | 2          |                 | 1               | 0               |                    | -                  | -                  |             | -           | -           | 66     | 2      |
| 2018-2019            | Mirandés             | SDB                  | 15+5       | 0          | CR              | 1               | 0               | -                  | -                  | -                  | -           | -           | -           | 21     | 0      |
| 2019-2020            | Mirandés             | SD                   | 27         | 0          | CR              | 3               | 0               | -                  | -                  | -                  | -           | -           | -           | 30     | 0      |
| 2020-2021            | Mirandés             | SD                   | 14         | 0          | CR              | 1               | 0               | -                  | -                  | -                  | -           | -           | -           | 15     | 0      |
| Totale Mirandés      | Totale Mirandés      | Totale Mirandés      | 56+5       | 0          |                 | 5               | 0               |                    | -                  | -                  |             | -           | -           | 66     | 0      |
| 2021-2022            | Miedź Legnica        | 1L                   | 18         | 0          | CP              | 2               | 0               |                    | -                  | -                  |             | -           | -           | 20     | 0      |
| 2022-2023            | Miedź Legnica        | EK                   | 12         | 0          | CP              | 1               | 0               | -                  | -                  | -                  | -           | -           | -           | 13     | 0      |
| Totale Miedź Legnica | Totale Miedź Legnica | Totale Miedź Legnica | 30         | 0          |                 | 3               | 0               |                    | -                  | -                  |             | -           | -           | 33     | 0      |
| Totale carriera      | Totale carriera      | Totale carriera      | 249        | 3          |                 | 9               | 0               |                    | -                  | -                  |             | -           | -           | 258    | 3      |

### Cronologia presenze e reti in nazionale
| Cronologia completa delle presenze e delle reti in nazionale ― Rep. Dominicana | Cronologia completa delle presenze e delle reti in nazionale ― Rep. Dominicana | Cronologia completa delle presenze e delle reti in nazionale ― Rep. Dominicana | Cronologia completa delle presenze e delle reti in nazionale ― Rep. Dominicana | Cronologia completa delle presenze e delle reti in nazionale ― Rep. Dominicana | Cronologia completa delle presenze e delle reti in nazionale ― Rep. Dominicana | Cronologia completa delle presenze e delle reti in nazionale ― Rep. Dominicana | Cronologia completa delle presenze e delle reti in nazionale ― Rep. Dominicana |
| Data                                                                           | Città                                                                          | In casa                                                                        | Risultato                                                                      | Ospiti                                                                         | Competizione                                                                   | Reti                                                                           | Note                                                                           |
| ------------------------------------------------------------------------------ | ------------------------------------------------------------------------------ | ------------------------------------------------------------------------------ | ------------------------------------------------------------------------------ | ------------------------------------------------------------------------------ | ------------------------------------------------------------------------------ | ------------------------------------------------------------------------------ | ------------------------------------------------------------------------------ |
| 7-12-2012                                                                      | Saint John's                                                                   | Antigua e Barbuda                                                              | 1 – 2                                                                          | Rep. Dominicana                                                                | Coppa dei Caraibi 2012 - 1º turno                                              | -                                                                              | 82’                                                                            |
| 9-12-2012                                                                      | Saint John's                                                                   | Rep. Dominicana                                                                | 1 – 2                                                                          | Haiti                                                                          | Coppa dei Caraibi 2012 - 1º turno                                              | -                                                                              |                                                                                |
| 11-12-2012                                                                     | Saint John's                                                                   | Trinidad e Tobago                                                              | 2 – 1                                                                          | Rep. Dominicana                                                                | Coppa dei Caraibi 2012 - 1º turno                                              | -                                                                              | 71’                                                                            |
| 3-9-2014                                                                       | Saint John's                                                                   | Rep. Dominicana                                                                | 0 – 1                                                                          | Saint Vincent e Grenadine                                                      | Qual. Coppa dei Caraibi 2014                                                   | -                                                                              |                                                                                |
| 30-8-2016                                                                      | Bayamón                                                                        | Porto Rico                                                                     | 0 – 1                                                                          | Rep. Dominicana                                                                | Amichevole                                                                     | -                                                                              |                                                                                |
| 5-10-2016                                                                      | Couva                                                                          | Trinidad e Tobago                                                              | 4 – 0                                                                          | Rep. Dominicana                                                                | Qual. Coppa dei Caraibi 2017                                                   | -                                                                              |                                                                                |
| 8-10-2016                                                                      | San Cristóbal                                                                  | Rep. Dominicana                                                                | 1 – 2                                                                          | Martinica                                                                      | Qual. Coppa dei Caraibi 2017                                                   | -                                                                              | 71’                                                                            |
| 8-11-2017                                                                      | Diriamba                                                                       | Nicaragua                                                                      | 0 – 3                                                                          | Rep. Dominicana                                                                | Amichevole                                                                     | -                                                                              |                                                                                |
| 11-11-2017                                                                     | San Cristóbal                                                                  | Rep. Dominicana                                                                | 1 – 0                                                                          | Nicaragua                                                                      | Amichevole                                                                     | -                                                                              | 78’                                                                            |
| 22-3-2018                                                                      | Santo Domingo                                                                  | Rep. Dominicana                                                                | 4 – 0                                                                          | Turks e Caicos                                                                 | Amichevole                                                                     | -                                                                              | 87’                                                                            |
| 25-3-2018                                                                      | Santiago de los Caballeros                                                     | Rep. Dominicana                                                                | 2 – 1                                                                          | Saint Kitts e Nevis                                                            | Amichevole                                                                     | -                                                                              | 84’                                                                            |
| 12-10-2018                                                                     | Santiago de los Caballeros                                                     | Rep. Dominicana                                                                | 3 – 0                                                                          | Isole Cayman                                                                   | Qual. CONCACAF Nations League 2019-2020                                        | -                                                                              |                                                                                |
| 17-11-2018                                                                     | L'Avana                                                                        | Cuba                                                                           | 1 – 0                                                                          | Rep. Dominicana                                                                | Qual. CONCACAF Nations League 2019-2020                                        | -                                                                              |                                                                                |
| 24-3-2019                                                                      | Santiago de los Caballeros                                                     | Rep. Dominicana                                                                | 1 – 3                                                                          | Bermuda                                                                        | Qual. CONCACAF Nations League 2019-2020                                        | -                                                                              |                                                                                |
| 12-10-2019                                                                     | Santo Domingo                                                                  | Rep. Dominicana                                                                | 3 – 0                                                                          | Saint Lucia                                                                    | CONCACAF Nations League 2019-2020 - 1º turno                                   | -                                                                              |                                                                                |
| 15-10-2019                                                                     | Santo Domingo                                                                  | Rep. Dominicana                                                                | 0 – 0                                                                          | Montserrat                                                                     | CONCACAF Nations League 2019-2020 - 1º turno                                   | -                                                                              |                                                                                |
| 2-6-2022                                                                       | Belmopan                                                                       | Belize                                                                         | 0 – 2                                                                          | Rep. Dominicana                                                                | CONCACAF Nations League 2022-2023 - 1º turno                                   | -                                                                              |                                                                                |
| 5-6-2022                                                                       | Santo Domingo                                                                  | Rep. Dominicana                                                                | 2 – 3                                                                          | Guyana francese                                                                | CONCACAF Nations League 2022-2023 - 1º turno                                   | -                                                                              | Cap.                                                                           |
| 10-6-2022                                                                      | Santo Domingo                                                                  | Rep. Dominicana                                                                | 1 – 1                                                                          | Guatemala                                                                      | CONCACAF Nations League 2022-2023 - 1º turno                                   | -                                                                              | 72’                                                                            |
| 13-6-2022                                                                      | Città del Guatemala                                                            | Guatemala                                                                      | 2 – 0                                                                          | Rep. Dominicana                                                                | CONCACAF Nations League 2022-2023 - 1º turno                                   | -                                                                              | 35’                                                                            |
| Totale                                                                         |                                                                                | Presenze                                                                       | 20                                                                             |                                                                                | Reti                                                                           | 0                                                                              |                                                                                |

## Palmarès

### Club

#### Competizioni nazionali
- Campionato polacco di seconda divisione: 1

Miedź Legnica: 2021-2022